# Ferrovia Uskoplje-Ragusa
La ferrovia Uskoplje-Ragusa era una linea ferroviaria a scartamento ridotto, che collegava la località di Uskoplje, posta in Bosnia ed Erzegovina sulla linea Čapljina-Zelenica con Gravosa, quartiere periferico di Ragusa di Dalmazia, nell'attuale Croazia, dove è situato ancora oggi il suo porto moderno, che dà sul mare Adriatico. Il centro della città di Ragusa era collegato alla stazione posta a Gravosa da una linea tranviaria.

## Storia
La linea venne costruita dall'Impero austro-ungarico allo scopo di collegare il porto di Ragusa alla rete ferroviaria.
La linea era a scartamento ridotto "bosniaco" (760 mm), come era comune per le realizzazioni austro-ungariche nella regione.
Dopo la seconda guerra mondiale, il governo jugoslavo decise la chiusura dell'intera rete a scartamento ridotto, solo parzialmente convertita a scartamento ordinario. La linea cessò l'esercizio nel 1975-76; Ragusa restò del tutto priva di collegamenti ferroviari.

## Percorso
| Unknown route-map component "exCONTg" |

| Unknown route-map component "exBHF" |

|  | Unknown route-map component "exABZgl" | Unknown route-map component "exCONTfq" |

| Unknown route-map component "GRZq" + Unknown route-map component "xGRENZE" |

| Unknown route-map component "exBHF" |

| Unknown route-map component "exBHF" |

| Pier | Unknown route-map component "exKBHFe" |  |